# Galería nacional de Eslovenia
La Galería nacional de Eslovenia (en esloveno: Narodna galerija Slovenije) es la galería de arte nacional de Eslovenia. Se encuentra ubicada en la capital, Liubliana.
La Galería nacional de Eslovenia fue fundada en 1918, tras la disolución de Austria-Hungría y el establecimiento del Estado de los Eslovenos, Croatas y Serbios. Inicialmente, se ubicaba en el Palacio Kresija de Liubliana, pero se trasladó a su actual ubicación en 1919.
El edificio actual fue construido en 1896, durante la administración del alcalde Ivan Hribar, cuya ambición era transformar Liubliana en una capital representativa de todas las tierras eslovenas.